# Zelatractodes cyclops
Zelatractodes cyclops är en tvåvingeart som beskrevs av Willi Hennig 1935. Zelatractodes cyclops ingår i släktet Zelatractodes och familjen skridflugor.
Artens utbredningsområde är Bolivia. Inga underarter finns listade i Catalogue of Life.